# کوسوئو آبه
کوسوئو آبه (به ژاپنی: 阿部 九洲男 あべ くすお) ۲۴ ژوئیهٔ ۱۹۱۰ – ۲۴ ژوئیهٔ ۱۹۶۵)، او یک بازیگر ژاپنی است. نام هنری اولیه او کنتارو هارومی بود، اما نام واقعی او ایشیتارو ایتو بود. او در ۲ نوامبر ۱۹۶۵ درگذشت. او در سن ۵۵ سالگی درگذشت. او در طول زندگی خود در حدود ۳۰۰ فیلم بازی کرد و سه فیلمی که در طول زندگی‌اش فیلمبرداری کرد، سال بعد در سال ۱۹۶۶ اکران شدند.
از فیلم‌ها یا برنامه‌های تلویزیونی که وی در آن نقش داشته است می‌توان به ۱۳ آدم‌کش (فیلم ۱۹۶۳) در نقش «میتسوهاشی گونجیرو» (三橋軍次郎) اشاره کرد.